# Crimes of the Future (película de 1970)
Crimes of the Future (Crimenes del futuro) es un largometraje canadiense de ciencia ficción. Escrito, producido, dirigido, rodado y montado por David Cronenberg se trata de su segundo largometraje como realizador tras su debut con Stereo (1969), película con la que algunos críticos y analistas han encontrado múltiples paralelismos.
Rodada en color, con un marcado carácter experimental y vanguardista, la película aborda temas espinosos como la enfermedad, la muerte, las secreciones, la pedofilia o el cambio de roles sexuales.

## Argumento
En el futuro (1997), millones de mujeres han muerto debido al estallido de una extraña enfermedad causada por el uso de productos cosméticos. Dicha enfermedad, identificada como «enfermedad de Rouge» por Antoine Rouge, el dermatólogo que la descubrió, solo ataca a mujeres poco después de su pubertad.
Rouge, director de la clínica House of Skin, desapareció misteriosamente. Sin embargo la clínica se mantiene abierta y está dirigida en funciones por Adrian Tripod, un leal colaborador de Rouge. Tripod parece encontrarse abrumado sin la presencia de su mentor, a quien se le considera fallecido probablemente a causa de sus ensayos y estudios sobre la enfermedad. Socialmente, esa misma enfermedad está forzando a la población masculina a adaptarse a un mundo carente de lo femenino y de la maternidad.
Tripod acude al Instituto Neo-venereal Disease para encontrarse a un hombre en cuyo cuerpo crecen de manera autónoma nuevos órganos. Se trata de un nacimiento auto espontáneo, que ejerce una suerte de sustitución del nacimiento tradicional. 
Mientras la población masculina parece retraerse psíquicamente hacia sí misma, Tripod accede a un programa de terapia en el Oceanic Pediatry Group. Allí conocerá a Tiomkin, el jefe de un grupo de conspiradores pedófilos, que planean embarazar a una pequeña niña a la que prematuramente han llevado a la pubertad para evitar su fallecimiento por la enfermedad. La niña es secuestrada pero nadie quiere ser el responsable de acometer el embarazo y Tripod es elegido para esta empresa. Sin embargo, dudará cuando note en la niña la presencia espiritual de su mentor Rouge.

## Reparto
- Ronald Mloldzik - Adrian Tripod
- Jon Lidolt
- Tania Zolty
- Paul Mulholland
- Jack Messinger
- Iain Ewing
- William Haslam
- Raymond Woodley
- Stefan Czernecki
- Rafe MacPherson
- Willem Poolman
- Don Owen
- Udo Kasemets
- Bruce Martin
- Brian Linehan

## Producción
Tras Stereo (1969), que obtuvo una positiva valoración, el segundo largometraje de Cronenberg Crimes of the Future obtuvo la financiación de 15.000 dólares canadienses por parte de la Canadian Film Development Corporation. Rodado con características técnicas y formales similares a la de su primer largometraje, como el uso de la voz en off, los planos estáticos o con muy poco movimiento que acentúan la incertidumbre de la acción que desarrollan los personajes, en esta ocasión la fotografía es en color.

"En Crimes of the Future usé además de la voz en off, una segunda banda sonora realizada con criaturas del océano profundo, como delfines o camarones. El sonido del agua está mucho más presente. En cierta manera la banda sonora pretendía aportar el sentido de tratarse como en el viaje de Darwin en el Beagle. Pensé en ello como en una especie de ballet subacuático. Quería crear el sentimiento de estar viendo aliens de otro planeta. Hay un elemento de ciencia ficción, pero no tan explícito como el género demandaría"
David Cronenberg (2011) 

Sin embargo la corporación se sintió muy defraudada al ver la obra tan extraña e incómoda del realizador. Años después indicó que Crimes of the future es la primera y última película de corte vanguardista que la Canadian Film Development Corporation subvencionó, pues tal fue el desengaño al ver el resultado de su inversión que no volverían a intentarlo.

"El Toronto de los años cincuenta poseía una cierta manera de orden sofocante. Fue la era de Eisenhower, la cual enmascaraba algo muy delicioso que resultó ser parcialmente un caos pero, a su vez, también energía en estado bruto. Había mucha energía sexual que estaba siendo reprimida entonces en esa sociedad".
David Cronenberg (2011) 

## Estreno
Estrenada en el Festival de Cine de Adelaida de 1970 la cinta se ha ido estrenado a lo largo de las décadas en Estados Unidos (1984), en el Festival de Salónica (1993), en la Cinemateca Francesa (2007) o en formato DVD en Finlandia (2006) o España (2013).

## Recepción
La película está considerada de manera mayoritariamente positiva por parte de los críticos profesionales y en los portales de información cinematográfica. La revista Time Out indica que «el humor no puede ser más negro y la calidad de la invención es escandalosamente alta». Chuck Bowen, para Slang, la considera «una especie de borrador exhaustivo y premonitorio del tipo de terror que constituiría el cuerpo de la obra posterior de Cronenberg». Dave Kehr para Chicago Reader destacaba en 2003 que «todas las obsesiones personales de Cronenberg (la distorsión del cuerpo, lo grotesco del sexo) están a la vista, aunque el tratamiento es un poco sofisticado». Sean Axmaker, en Parallax View (2009), la considera «esencial para los fanáticos de Cronenberg, retratos desapasionados de experimentos ficticios sobre la mutación de la humanidad en un futuro próximo».
Laura Bondía, en la web Encadenados, reseña que «inaugura la serie de películas sobre el denominado body horror que tanto le caracterizaría años después. Una obra primeriza pero no por ello poco elaborada». Juan Luis Caviaro, para EspinOf, indica que la película «presenta otro extraño puzzle donde muchas de las piezas están ordenadas sin ningún sentido concreto, más allá de provocar incomodidad y desagrado en el espectador. Así que otra vez nos encontramos con imágenes muy poderosas y escenas muy sugerentes, pero aisladas en un conjunto absurdo, repetitivo y muy mal editado. Cronenberg es todavía demasiado torpe, y se pierde al poner en la pantalla sus ideas, importándole muy poco cómo casan juntas».
En FilmAffinity obtiene una puntuación de 4,6 sobre 10 basada en 382 votos. En IMDb tiene una calificación de 5 sobre 10 con 1.667 votaciones de los usuarios del portal. Por su parte el agregador de críticas Rotten Tomatoes reseña una calificación de «fresco» para el 60% de las cinco críticas profesionales y para el 29% de las 642 valoraciones de los usuarios del portal.